# En vaskeægte Historie
|  | Denne artikel er oprettet af botten PalnaBot ud fra en ekstern database. Den kan derfor have sproglige fejl eller mangler. Denne skabelon kan fjernes efter kontrol af indholdet. |

En vaskeægte Historie er en film instrueret af Jonas Alexander Arnby.

## Handling
Ideen til filmen kommer fra en vandrehistorie. Denne vandrehistorie handler om pigen og hendes lidt anderledes lyster til hund og Pedigree Pal. Vi har fået fortalt denne historie fra ca. 8 forskellige mennesker,som ingen relation har haft til hinanden.